# Welcome 2 Club XIII
Welcome 2 Club XIII è il quattordicesimo album in studio del gruppo southern rock Drive-By Truckers pubblicato il 3 giugno 2022. Il titolo dell'album fa riferimento a uno dei luoghi in cui la band ha suonato per la prima volta vicino a Muscle Shoals, in Alabama. La natura autobiografica dei testi dell'album presenta un gradito ritorno alla forma in contrasto con le canzoni più politicamente cariche dei precedenti album della band. Presenta contributi vocali di Schaefer Llana, Mike Mills (dei R.E.M.) e Margo Price.
L'album ha ricevuto un punteggio di 78 da Metacritic, indicando recensioni generalmente positive. American Songwriter ha assegnato all'album 3,5 stelle su 5 e ha scritto che "sebbene Welcome 2 Club XIII sia stato descritto dalla band stessa come di natura autobiografica, riesce comunque a mantenere l'appeal populista che ha guidato quegli sforzi precedenti". John Amen di Beats Per Minute ha scritto che Welcome 2 Club XIII mostra i Drive-By Truckers "mettendo temporaneamente da parte le loro polemiche infiammanti, avventurandosi invece consapevolmente in vividi inventari delle proprie vite, scelte e traiettorie karmiche". Ha aggiunto: "Il Club XIII segna forse la fine di un'era, per la DBT e la cultura in generale, suggerendo che la nostra attenzione verso l'esterno, sebbene politicamente e socialmente significativa, deve cedere a un certo punto all'autovalutazione.". Altre recensioni di AllMusic, Glide Magazine e PopMatters hanno elogiato il suono grezzo e i testi autobiografici dell'album, pur notando che manca il commento politico diretto dei loro tre dischi precedenti.

## Tracce
1. The Driver – 7:00
2. Maria's Awful Disclosures – 3:50
3. Shake and Pine – 3:45
4. We will never wake you in the morning – 5:37
5. Welcome 2 Club XVIII – 3:22
6. Forged in Hell and Heaven Sent – 3:44
7. Every Single Storied Flameout – 3:55
8. Billy Ringo in the Dark – 3:45
9. Wilder Days – 6:37